# Джамала
Джама́ла / Jamala (укр. Джамала, крымскотат. Camala), настоящее имя — Суса́на Али́мовна Джамалади́нова (укр. Сусана Алімівна Джамаладінова, крымскотат. Susana Alim qızı Camaladinova; род. 27 августа 1983, Ош, Киргизская ССР, СССР) — украинская певица и актриса, народная артистка Украины (2016), лауреат Государственной премии Украины им. Т. Г. Шевченко (2024), выпускница Национальной музыкальной академии Украины. Исполняет песни в жанрах джаз, соул, фанк, фолк, поп и электро, а также принимает участие в оперных постановках и шоу. Победительница конкурса песни Евровидение-2016 с композицией «1944».
Творческая карьера началась в 2001 году. По состоянию на 2023 год записала и выпустила семь студийных альбомов, в которые вошли песни на английском, украинском, русском и крымскотатарском языках. В 2013 году снялась в фильмах «Поводырь» украинского режиссёра Олеся Санина и «Полина и тайна киностудии» франко-бельгийского режиссёра Олиаса Барко. В 2009 году одержала победу на восьмом международном конкурсе «Новая волна» в Юрмале. Получила четыре статуэтки украинской музыкальной премии «YUNA», две премии «ELLE Style Award». Также имеет награды таких премий, как «Человек года», «Best Fashion Awards», «Red Apple Awards», «Eurostory Awards», «Marcel Bezençon Award» и «Cosmopolitan Awards».

## Биография и карьера

### Ранние годы
Сусана Алимовна Джамаладинова родилась 27 августа 1983 года в городе Ош (Киргизской ССР, СССР). Отец — Алим Айярович Джамаладинов, крымский татарин, мать — Галина Михайловна Тумасова (Тумасян), армянка. Её детство прошло в Крыму, в селе Малореченское под Алуштой , куда она с семьёй переехала в 1989 году из Кыргызстана.
С раннего детства Джамала начала заниматься музыкой. Она участвовала в таких конкурсах, как «Звёздный дождь» (1992), «Живые источники» (1993). Свою первую профессиональную запись она сделала в девять лет, исполнив в студии 12 детских и народных крымскотатарских песен. Окончив музыкальную школу № 1 по классу фортепиано в Алуште, она поступила в Симферопольское музыкальное училище им. П. И. Чайковского, а после — в киевскую Национальную Музыкальную Академию им. П. И. Чайковского по классу оперного вокала, которую закончила с красным дипломом. Будучи лучшей выпускницей курса, Джамала планировала посвятить себя классической музыке и уехать работать солисткой миланской оперы «Ла Скала», но серьёзное увлечение джазом и эксперименты с соулом и восточной музыкой изменили её планы, определив направление дальнейшей карьеры.

#### Семья и родные
Моя удача в том, что мне всю жизнь везло на хороших людей. Таким был аранжировщик Геннадий Асцатурян, которого я однажды встретила в Симферополе. Он буквально влюбил меня в джаз. Это было несложно, ведь в нашем доме всегда звучала хорошая музыка – то народная, то классика. Но Асцатурян, которого, увы, уже нет с нами, полностью погрузил меня в этот мир. Когда мне было 11, он поставил мне песню Эллы Фицджеральд, но я от нее тут же устала. Понятное дело: я была совсем ребенком, а эта музыка, как вы сказали, недетская. Но он поставил мне вторую песню, третью ... И я уже сама хотела слушать Эллу. Затем он дал мне кассету домой и сказал, чтобы я за неделю выучила ее песни. Я в ответ: «Как? Я же не знаю английского». А он мне: «Как сможешь, так и учи!»
Алим Айярович Джамаладинов — отец певицы, крымский татарин. Когда крымских татар депортировали в Среднюю Азию, его предки попали в Кыргызстан. Там он родился, вырос и познакомился с будущей матерью Джамалы. Произошло это в музыкальном училище, где она была пианисткой и учителем, а он — хоровым дирижёром собственного ансамбля, исполнявшего крымскотатарскую народную музыку, а также музыку народов Средней Азии.
Алим Джамаладинов всегда хотел вернуться на родину своих предков, в крымское село Кучук-Узень (после войны переименованное в Малореченское). Но в 1980-е годы депортированным крымским татарам было запрещено возвращаться в Крым, а также покупать недвижимость там. Тогда родители певицы решили развестись. Джамала с отцом и старшей сестрой Эвелиной жила в одном из ближайших к Крыму городов Украины Мелитополе, Запорожская область, а мать снимала комнату в селе Малореченское и преподавала в музыкальной школе. За четыре года ей удалось приобрести дом, в который затем переехала её семья, а потом и вся семья Джамаладиновых. С 2017 года является председателем Местной религиозной организации мусульман «Кучук-Озень» Духовного управления мусульман Республики Крым и города Севастополь.
Назылхан — прабабушка певицы Джамалы, бабушка Алима. У неё было пятеро детей: четыре сына — Айдер, Айяр, Сийар и Смет, и дочка Айше. По словам Джамалы в интервью для телеканала «Дождь», 18 мая 1944 года Назылхан была депортирована со своими детьми из Крыма в Среднюю Азию, и путь их продолжался две-три недели, а по прибытии в Нефтепром Айше умерла от голода. Со слов певицы, Назылхан попросила похоронить дочь, на что получила отказ и солдаты выкинули тело ребёнка из вагона. Брат и отец Назылхан, а также её муж (прадедушка певицы) Джемаладин воевали в рядах Советской Армии, где и погибли. Отцу Алима, Айяру Джамаладинову, во время депортации было 16 лет. Семья Джамалы всё-таки вернулась в Крым в конце двадцатого века. Основываясь на этой истории, Джамала написала песню «1944», с которой представила Украину на «Евровидении-2016». Ночью 22 мая 2017 года дедушка Джамалы, Айяр Джамаладинов, скончался в возрасте 89 лет. Похороны состоялись на следующий день в Кучук Озене, село Малореченское.
Галина Михайловна Тумасова (Тумасян) — мать певицы, армянка. Бабушка и дедушка Галины — родом из Нагорного Карабаха, откуда они были вынуждены уехать, потому что их семью раскулачили. На тот момент отцу Галины Михаилу было всего пять лет. Сама Галина родилась в Кыргызстане и стала седьмым ребёнком в семье (её матери на тот момент было уже сорок пять лет, а отцу — шестьдесят пять).
Родители певицы являются гражданами Российской Федерации и владеют мини-отелем «Джамала» в Республике Крым, в селе Малореченском под Алуштой.

### 2001—2009: «Beauty Band» и «Новая волна»
Во время обучения Сусана принимала участие в различных украинских и зарубежных фестивалях: «Голоса будущего» (2000, Россия), «Крымская весна» (2001), «Dо#Dж junior» (2001), «Il Concorso Europeo Amici della musica» (2004, Италия). C 2001 по 2007 годы, Джамала пела в женском акапельном квинтете «Beauty Band», в составе которого в 2006 году приняла участие в «Do#Dж junior», где её заметила хореограф Елена Коляденко и пригласила на роль в собственном мюзикле «Па» (2008). Елена Коляденко стала первым продюсером Джамалы.
После получения диплома в академии, Джамале пришлось выбирать между классикой и джазом. Она посылала собственные песни в Цюрихский оперный театр. В тот период она уже имела предложение пройти стажировку в знаменитом оперном театре «Ла Скала», в Милане, и уже было решила выбрать оперу, как неожиданно поступило предложение принять участие в 8-м международном конкурсе «Новая волна». Сусана согласилась принять участие и выступила на конкурсе под псевдонимом Джамала. Псевдоним был образован от трёх первых слогов фамилии певицы. В течение трёх конкурсных дней, певица исполнила песню «History Repeating» из репертуара британского дуэта Propellerheads, а также украинскую народную песню «Ой верше мій, верше» и собственную песню «Маменькин сынок». В итоге она и индонезийский конкурсант Санди Сондоро набрали по 358 баллов, таким образом разделив победу на двоих.

### 2009—2012: Начало карьеры

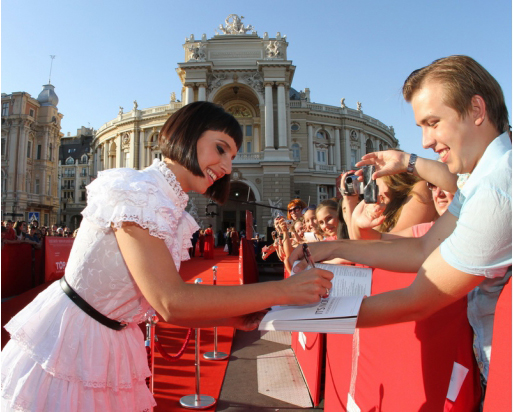
Джамала на красной дорожке Одесского международного кинофестиваля в 2012 году

После победы на конкурсе «Новая волна» Джамала продолжила сотрудничество с хореографом Еленой Коляденко, но после творческих разногласий прекратила его. В 2010 году новым продюсером Джамалы стал Игорь Тарнопольский. Вскоре после победы на конкурсе Джамала получила премию «Человек года» в номинации «Кумир украинцев». В 2009 году принимала участие в «Рождественских встречах» Аллы Пугачёвой, сыграла в опере Мориса Равеля «Испанский час» и в оперной постановке Василия Бархатова по мотивам бондианы, и это выступление отметил британский актёр Джуд Лоу.
28 февраля 2010 года на телеканале «Интер» был показан документальный фильм с участием певицы «Анатомия голоса. Джамала», в котором учёные попытались исследовать процессы в организме поющего человека. Весной Джамала получила премию «ELLE Style Award» в номинации «Певица года», а летом того же года посетила Лос-Анджелес, где на встрече с Уолтером Афанасьевым отклонила его предложение переехать в США, так как опасалась, что Афанасьефф, как будущий продюсер, ограничит её свободу в творчестве.
Осенью 2010 года Джамала решила принять участие в национальном отборе на 56-й песенный конкурс «Евровидение» с собственной песней «Smile». Певица победила в первом полуфинале, а в финале по итогам голосования заняла третье место, уступив Злате Огневич и Мике Ньютон, которая и одержала победу. Результаты отбора всколыхнули общество в подозрении в подделке итогов финала. Главным поводом послужило то, что за Мику Ньютон было отправлено двадцать девять тысяч сообщений с 1996 телефонных номеров, в то время как за Джамалу — более десяти тысяч сообщений с 6365 телефонных номеров. Под подозрение также попали результаты межсетевого голосования. 28 февраля НТКУ решила провести повторное голосование за трёх финалистов национального отбора, но Джамала и Злата Огневич отклонили предложение, так как не верили в прозрачность системы голосования.
12 апреля 2011 года в Октябрьском дворце состоялся первый сольный концерт Джамалы, на котором она презентовала свой первый альбом For Every Heart, выпущенный под лейблом Moon Records. Работа над альбомом длилась почти год. Запись первых песен началась ещё весной 2010 года. В альбом вошли двенадцать основных и три бонусных трека, которые она исполняла на конкурсе «Новая волна». Аранжировщиком и музыкальным продюсером альбома стал украинский музыкант Евгений Филатов, а автором слов — украинская поэтесса Татьяна Скубашевская. В альбом также вошли крымскотатарская народная песня «Pencereden», которую певица посвятила памяти бабушки Эдие, и две песни, созданные ещё во время учёбы в академии, — «Find Me» и «Without You». В 2011 году, руководство УЕФА предложило Джамале написать специальную песню для «Euro 2012». 2 декабря 2011 года, на церемонии жеребьевки финальной части чемпионата была презентована песня «Goal», записанная Джамалой, автором слов которой стала Татьяна Скубашевская, а продюсером — Евгений Филатов.
В 2012 году, Джамала приняла участие в вокальном шоу «Звезды в Опере», которое является адаптацией британского формата «Popstar to Operastar». Шоу было снято и показано телеканалом «1+1». Певица выступала в паре с оперным певцом-студентом Владом Павлюком. В течение семи выпусков, они оба пели от мировых хитов и советской классики до оперетты и оперы. В последнем, восьмом выпуске, были объявлены победители шоу, которыми стали Джамала и Влад Павлюк, а также Александр Пономарев и Ирина Кулик. В том же году Джамала получила премию «Best Fashion Awards» в специальной номинации «Вдохновение».

### 2013—2014: Кино иAll or Nothing
Моя героиня Ольга — молодая девушка, актриса, которая и в жизни играла роль. Она могла быть то легкомысленной комсомолкой, влюблённой девочкой, то расчетливой, строгой, мудрой, как Клеопатра, вживаясь в театральную роль, обреченной на смерть. В любом случае, она всегда знала и помнила, что идет по тонкому канату и в любой момент может сорваться.
19 марта 2013 года состоялся релиз второго студийного альбома певицы, All or Nothing. К работе над альбомом были привлечены Евгений Филатов и клавишник Милош Елич. В альбом вошёл трек в жанре соул на русском языке, автором которого стала российская писательница украинского происхождения Виктория Платова. Слова большинства англоязычных песен написаны Джамалой. Презентация альбома состоялась 26 апреля на сольном концерте в Октябрьском дворце. Той же весной, релиз альбома состоялся на грампластинке. Также, Джамала получила награду в номинации «Певица года» премии «ELLE Style Award».

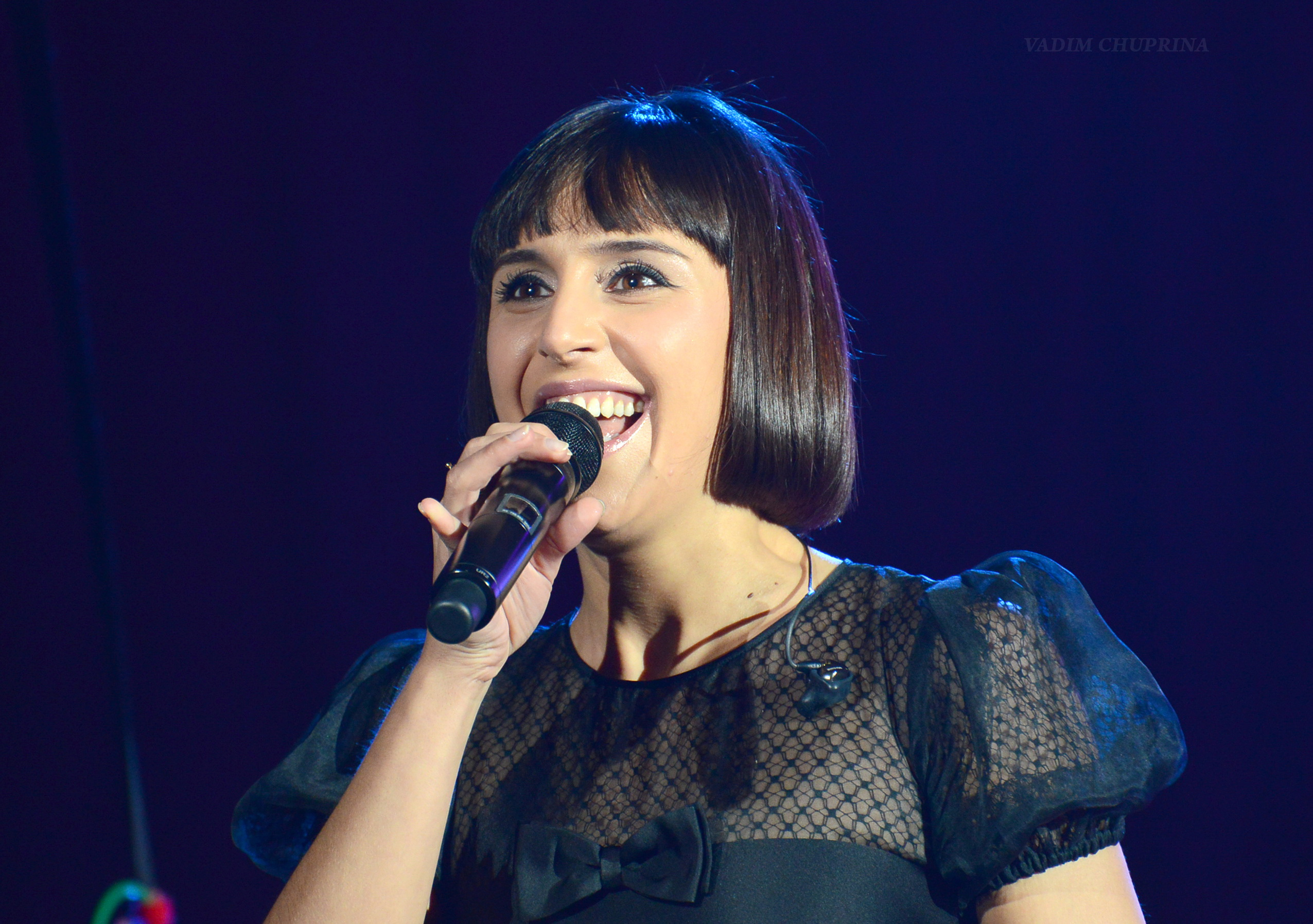
Джамала в 2013 году

Во второй половине 2013 года, Джамала приняла участие в кампании «MTV Exit» по противодействию торговле людьми. Как рассказчик, она снялась в документальном фильме «Жизнь на продажу», в котором рассказала истории трёх трудовых мигрантов с Украины. Весной 2014 года, Джамала получила премию «Red Apple Awards» в номинации «Art» за вклад в развитие культуры и «укрепление» мира. Осенью того же года, на экраны вышла кинокартина «Поводырь» украинского режиссёра Олеся Санина, в котором Джамала сыграла роль актрисы и певицы драматического театра в Харькове Ольги Левицкой и исполнила песню «You’re My Thrill». Ещё до выхода фильма в прокат, певица представила песню «Чому?», которую посвятила памяти украинских кобзарей и лирников, против которых в СССР в начале 1930-х годов были осуществлены репрессии. В 2014 году, Джамала снялась в телевизионном мюзикле «Алиса в стране чудес» режиссёра Максима Паперника, сыграв роль Гусеницы. Мюзикл был показан в предновогоднюю ночь на телеканале «Украина».
1 октября 2014 года состоялся релиз первого мини-альбома Джамалы, Thank You, музыкальными продюсерами которого стали Евгений Филатов и гитарист из группы певицы — Сергей Еременко. В альбом вошла украиноязычная песня «Заплуталась», которую певица презентовала 25 сентября. Альбом имеет преимущественно электронное звучание и включает в себя шесть треков, авторами которых стали сама певица, Виктория Платова, а также многие другие.
Той же осенью, Андрей Хлывнюк предложил Джамале сотрудничать. Втроём, вместе с Дмитрием Шуровым, они записали песню «Ливень», которую представили накануне годовщины начала Евромайдана на Украине на тематическом форуме в Мыстецком арсенале, посвящённом событиям прошлого года в стране. Песня стала саундтреком к фильму «Зима, что нас изменила» и для проекта «ТСН» — «94 дня. Евромайдан глазами ТСН». Дуэт «Ливень» одержал победу в номинациях «Лучший дуэт» и «Лучшая песня» музыкальной премии «YUNA» в 2016 году. С 2012—2014 годы, Джамала трижды принимала участие в джазовом фестивале «Усадьба Jazz» — в Санкт-Петербурге и Москве. Была хедлайнером международного джазового фестиваля «Alfa Jazz Fest» во Львове и международного фестиваля оперы, оперетты и мюзикла «O-Fest» в Киеве.

### 2015—2017:Подихи «Евровидение»
12 октября 2015 года в эфире «Радио Аристократы», был презентован четвёртый студийный альбом Джамалы — Подих. Продюсером альбома выступил Евгений Филатов. Слова и музыка песен были написаны самой певицей в соавторстве с Викторией Платовой, Артом Антоняном (песни «Обещание», «Sister’s Lullaby»), Романом Череновым, известным как Morphom (песня «Більше»), и группой «The Erised» (песня «Drifting Apart»). Альбом также содержит две композиции на стихи украинской писательницы Лины Костенко (песня «Неандертальці») и российской поэтессы Марины Цветаевой (песня «Ночь»). Всего, в альбоме насчитывается двенадцать основных треков, в том числе и те, которые были представлены в первой половине 2015 года («Очима», «Шлях додому», «Подих») и бонусный трек с предыдущего альбома («Заплуталась»). Альбом Подих одержал победу в номинации «Лучший альбом» музыкальной премии «YUNA» 2016 года, а песня «Иные» стала саундтреком к одноимённому телесериалу российского режиссёра Александра Якимчука.

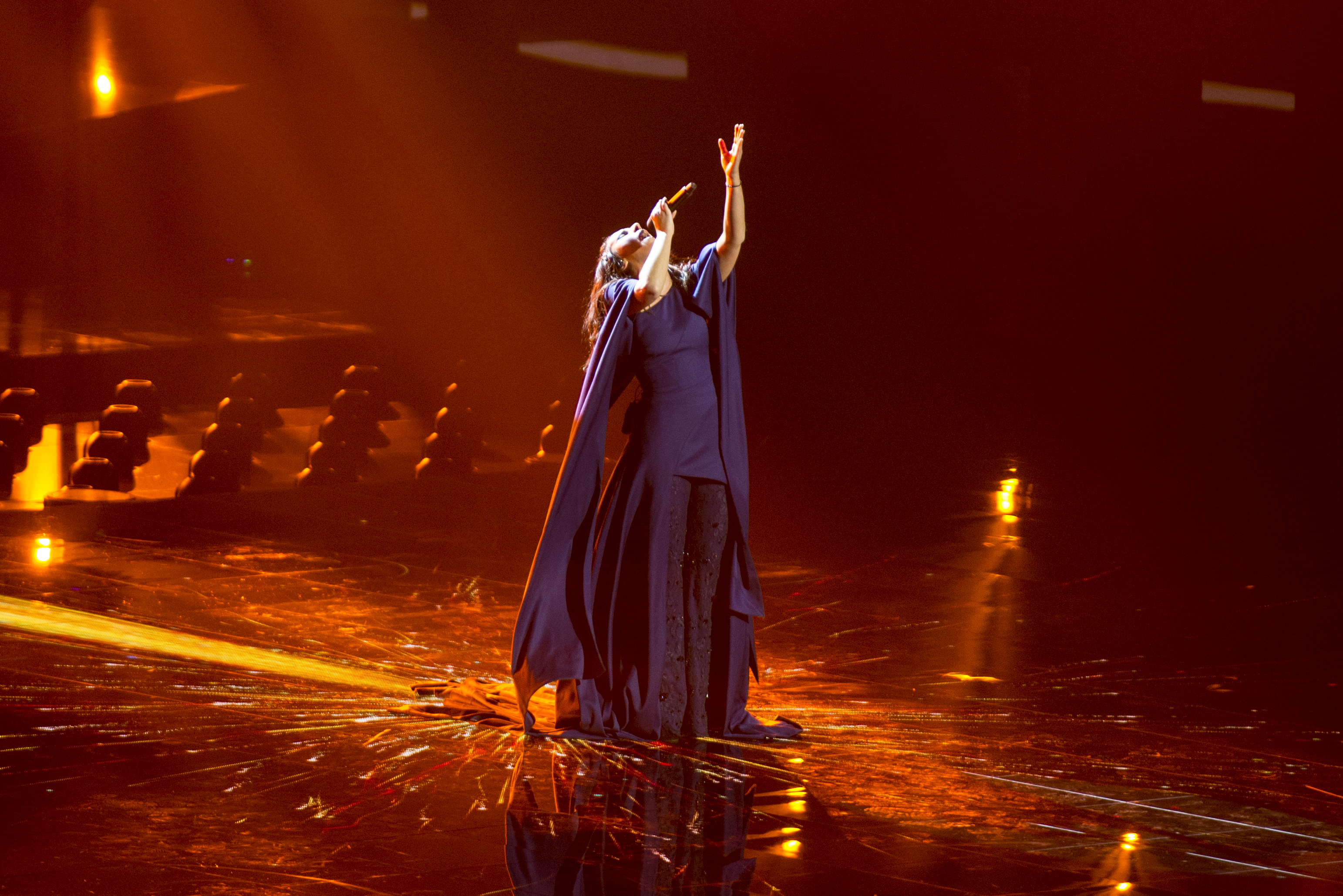
Выступление Джамалы в полуфинале конкурса «Евровидение 2016»

В начале декабря 2015 года, в Киеве завершились съёмки фильма «Полина и тайна киностудии» франко-бельгийского режиссёра Олиаса Барко, в котором Джамала сыграла фрейлину, которая не только прислуживает монаршей особе, но и дружит с ней. 26 января 2016 года Джамала сообщила о том, что примет участие в национальном отборе на «Евровидение 2016», и по результатам жеребьёвки, 6 февраля Джамала выступила в первом полуфинале национального отбора, исполнив авторскую песню «1944», посвященную трагическим событиям прошлого, в частности депортации крымскотатарского народа. Согласно результатам зрительского голосования и жюри, Джамала вышла в финал национального отбора, в котором одержала победу.
Во время пребывания на песенном конкурсе в Стокгольме, певица получила премию «Eurostory Awards 2016» за лучшую строчку в конкурсной песни, а также премию «Marcel Bezençon Award» в номинации «Художественный приз». Уже после второй репетиции певицы на сцене «Евровидения», российский музыкальный критик армянского происхождения Артур Гаспарян назвал песню, номер и вокал Джамалы лучшими на конкурсе. В ночь на 15 мая в финале «Евровидения», Джамала одержала победу, набрав 534 очка. 16 мая Президент Украины, Пётр Порошенко присвоил певице почётное звание «Народный артист Украины». 20 мая, Джамала получила премию «Cosmopolitan Awards» в специальной номинации «Вдохновение года». 26 мая, Джамале присвоили звание «Почетный гражданин города Киева». 29 мая было объявлено, что Джамала выступит в качестве тренера в седьмом сезоне проекта «Голос страны». 10 июня состоялся релиз четвёртого студийного альбома 1944, распространением которого во всем мире занимался лейбл Universal. Всего, в альбоме насчитывается двенадцать треков, ранее записанные и вошедшие в альбомы Подих, All or Nothing и мини-альбом Thank You. 25 июня 2016 года состоялась концертная презентация альбома Подих. В сентябре 2016 года рассказала о своём возлюбленном, а через несколько дней, 22 сентября, было представлено музыкальное видео на песню «1944», режиссёром которого выступил Анатолия Сачивко, а оператором — Никита Кузьменко. Сачивко и Кузьменко работали ранее с Джамалой над видео «Заплуталась»: «Сотрудничество оказалось успешным, у нас сложились доверительные отношения. И когда Анатолий рассказал о своем видении клипа на „1944“, мы без раздумий согласились снова поработать с ребятами». По словам исполнительницы, съёмки длились три дня и прошли на заброшенной военной базе «Памир», находящейся на вершине горы Томнатик.

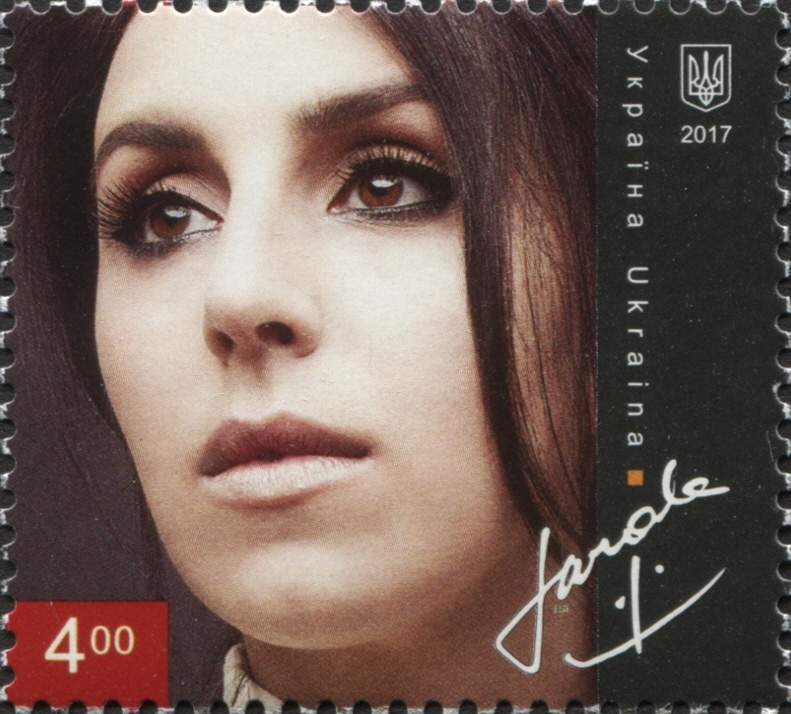
Марка № 1555 с изображением и автографом Джамалы, май 2017

22 января 2017 года состоялась премьера седьмого сезона проекта «Голос страны», где Джамала выступила в качестве одного из тренеров. 23 апреля её подопечная Анна Кукса, заняла в финале конкурса 4 место. В марте 2017 года, Джамала стала лицом шведского косметического бренда «Oriflame», прокомментировав: «Очень важно не только то как мы выглядим, но и как мы себя ощущаем. Важно быть в гармонии с тем, чем ты занимаешься <…> Мне очень приятно, что я сотрудничаю именно с Орифлейм, ведь Швеция подарила мне победу на Евровидении и быть лицом шведского бренда, для меня очень символично». 16 апреля 2017 года, в программе «Голос страны», Джамала презентовала песню «Любити». В конце апреля Джамала вышла замуж за Бекира Сулейманова; свадебная церемония прошла в «Исламском культурном центре» в Киеве. В начале мая «Укрпочта» представила марку номер 1555 с фотографией и автографом Джамалы; художником выступила Оксана Шуклинова, а тираж составил 200 тысяч копий. В финале проекта «Голос страны», а также на финале «Евровидение-2017» в Киеве, Джамала презентовала композицию «I Believe in U», которую, по её словам, посвятила мужу. На финале Евровидения, Джамала также исполнила свои ранее выпущенные песни, «Заманили» и песню-победитель конкурса в 2016 году, «1944». 16 мая 2017 года было представлено музыкальное видео на песню, режиссёром которого выступил Игорь Стеколенко. Съёмки проходили в течение трёх дней в Португалии, в пригородах Лиссабона Синтра и Эрисейра, а также в регионе Алентежу. В июне начались съёмки фильма «Небо» режиссёра Алексея Пантелеева, где Джамала исполнила одну из ролей, а уже в следующем месяце в Киеве был презентован документальный фильм «Борьба Джамалы» (швед. Jamalas kamp) шведской тележурналистки Элин Ёнссон, который ранее уже получил трансляцию на местном канале SVT1.

### С 2018

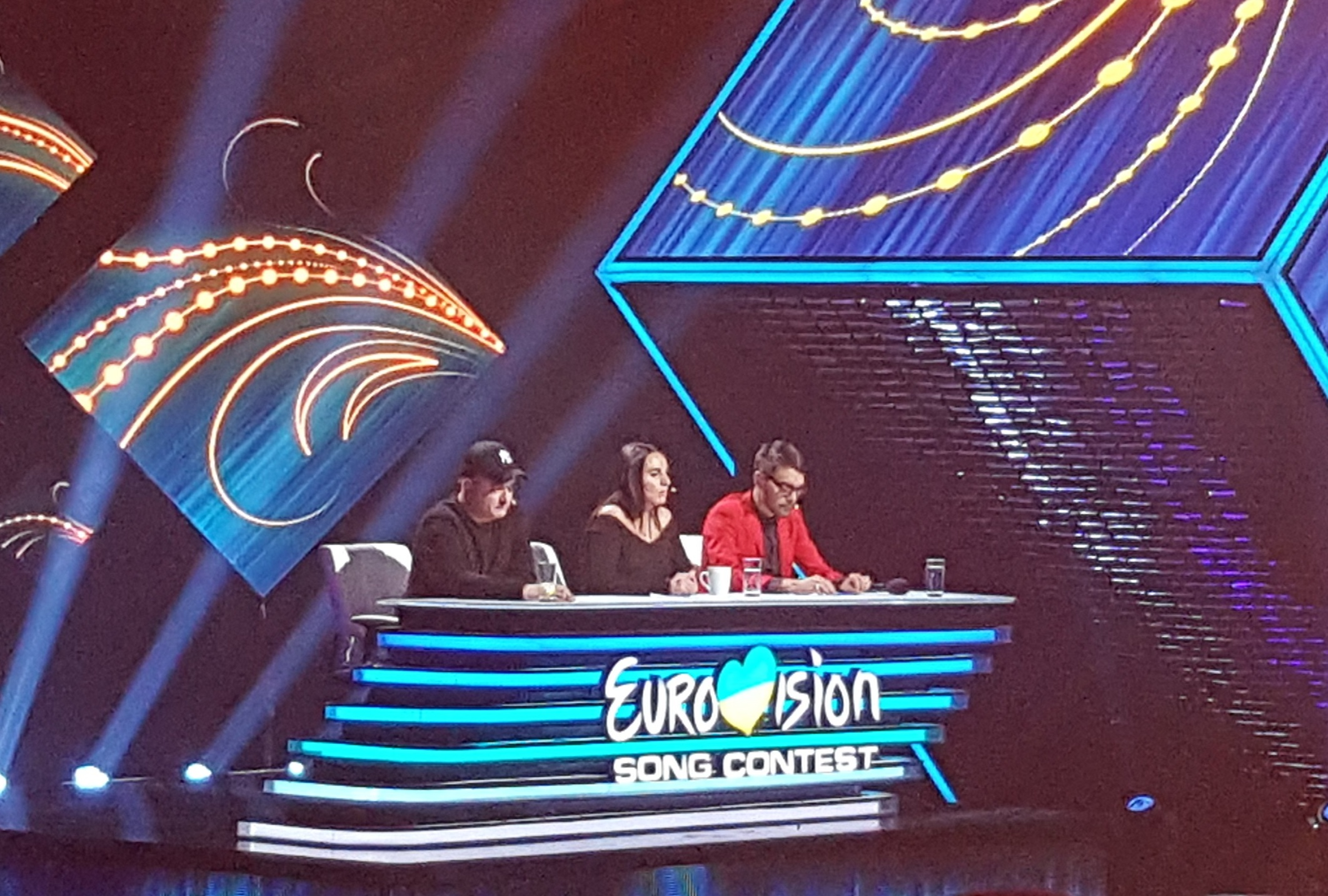
Джамала в составе судей национального отбора на «Евровидение-2018»

В феврале 2018 года Джамала вошла в судейский состав национального отбора на «Евровидение-2018». 7 марта в прокат вышел украинский мультфильм «Руслан и Людмила: Перезагрузка», режиссёрский дебют Олега Маламужа, к которому Джамала записала песню «Ти любов моя». В том же году Джамала приняла участие в дубляже и записи трека для американского мультфильма «Ральф против интернета»; певица озвучила Шэнк. Весной Джамала получила украинскую премию «Женщина Украины-2017» в категории «Шоу-бизнес» и награду «ELLE Digital Awards» в номинации «Персона с наибольшим количеством инфоповодов».
12 октября Enjoy! Records издали пятый альбом Джамалы Крила, в работе над которым участвовали пианист Ефим Чупахин и гитарист группы «Океан Ельзи» Владимир Опсеница. Пластинка содержит десять песен, семь из которых написаны на украинском языке, а три другие — на английском. Писательница Виктория Платова вновь стала соавтором большинства песен диска. В поддержку альбома было организовано турне по восьми городам Украины с ноября по декабрь. 16 декабря во время финала казахского вокального шоу «I’m a singer», где Джамала выступала в качестве судьи, певица представила версию песни «Крила» на казахском языке — «Самға». В том же месяце вышел документальный фильм «Crimea: Russia’s Dark Secret» об оккупации Крыма Россией и нарушения прав человека на территории полуострова; в картине Джамала дала интервью режиссёру Джейми Дорану, лауреату телевизионной премии «Эмми».
13 января 2019, в канун Щедрого вечера, состоялась премьера хип-хоп версии колядки «Добрый вечер» с участием Джамалы. В песне присутствуют «украинские напевы, соул и рэп-тирады», а в клипе — украинская этническая одежда и уличный стиль. Автором идеи выступил рэпер Ярмак, который для записи пригласил Джамалу и пять других исполнителей, включая Алину Паш, LAUD, Mr. Makoundi и участников коллектива «кАчевникы» Den Da Funk и Fame. 1 февраля Джамала представила англоязычную песню «Solo», авторами которого стали Адис Эминич, Ванесса Кампанья и продюсер Брайан Тодд. В апреле сингл вошёл в первую десятку двух британских чартов, Upfront Club и Commercial Pop. Тогда же певица приняла участие в съёмках пятого сезона украинского шоу «Голос. Дети», где она стала тренером.

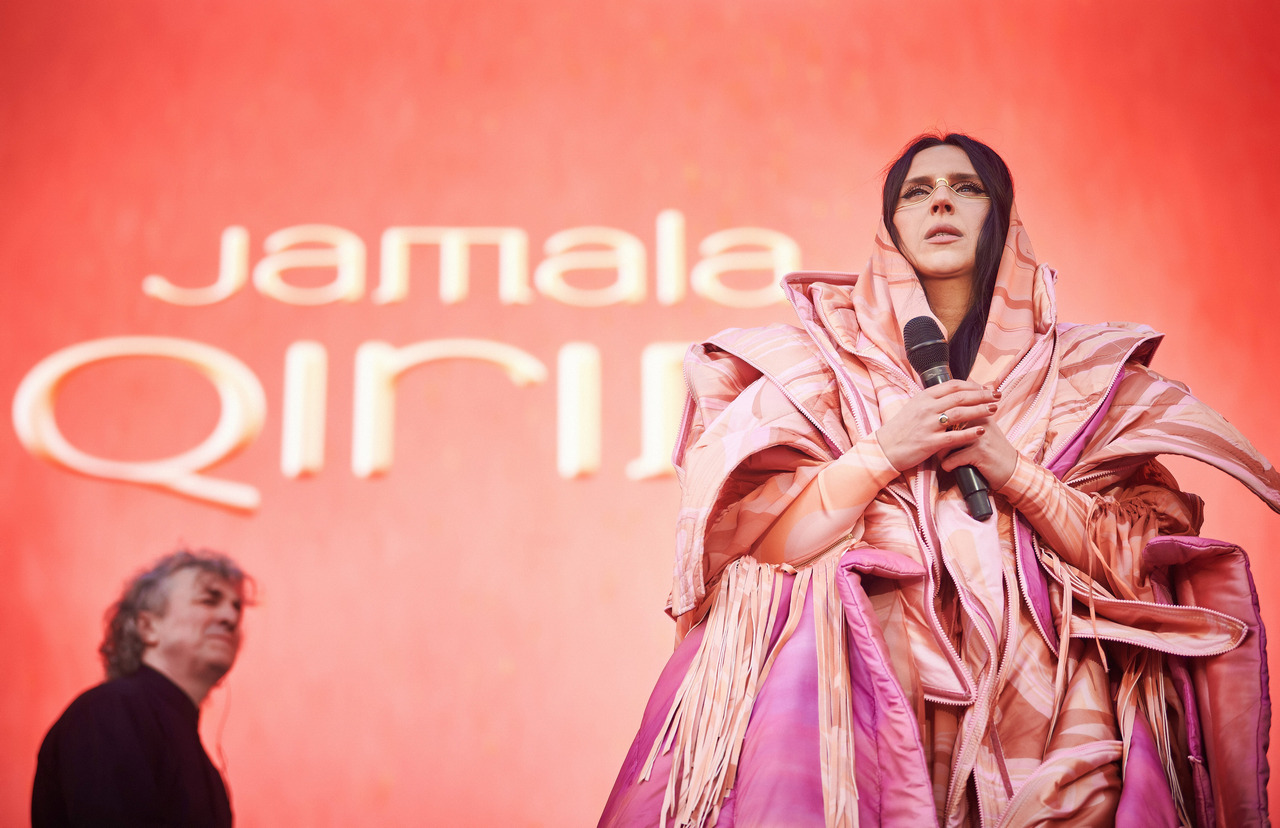
Джамала на «Евровидении-2023»

В 2020 году по заказу Netflix был снят комедийный фильм «Евровидение: История огненной саги», в котором Джамала приняла участие. 26 февраля 2021 года Джамала представила песню «Благодарная». Позднее был издан диск  Ми, о котором певица отозвалась так: «Это очень особенный для меня альбом. И не только потому, что в нём поднимаются личные темы, а ещё и потому, что он вдохновлен людьми, нашими чувствами».
В 2021 году участвовала в теле-проекте «Танцы со звёздами».
На конкурсе песни «Евровидение-2023» Джамала исполнила песню «1944» во время парада флагов в финале шоу.

## Критика
Первый альбом Джамалы, For Every Heart получил положительные отзывы от современных музыкальных критиков. Рецензент Дмитрий Прочухан из NewsMuz.com назвал композиции с пластинки образцом качественной музыки европейского уровня, отметив, что на протяжении всего альбома Джамала «чувствует себя уверенной», исполняя песни в таких жанрах, как джаз, соул, фанк, бурлеск и классика. Также, критик назвал диск «одним из самых ярких музыкальных дебютов Украины», оценив его на 8 баллов из 10 и предположив, что у альбома есть большой потенциал выйти на мировой уровень.
Следующая пластинка певицы, All or Nothing также была принята критиками положительно. Рецензент Алексей Мажаев из информационного агентства InterMedia оценил альбом на три звезды из пяти, отметив, что композиции альбома выдержаны в жанре джаз, а сама пластинка хоть и не прибавила ротаций исполнительнице, но явно повысила её «ставки» среди музыкантов. Также, Мажаев добавил: «Исполнение „Unutmasan“ для певицы скорее дань уважения своему народу, чем основа творческого метода».
В конце 2014 года, был издан дебютный мини-альбом Джамалы — Thank You, получивший положительные отзывы. Алексей Мажаев (InterMedia), как и предыдущий альбом певицы, оценил Thank You на три звезды из пяти, сказав, что пластинка была посвящена «демонстрации мощнейшего потенциала певицы». Рецензент также назвал песню «Заплуталась», вошедшую на диск, «атмосферной», отметив, что композиция могла бы звучать на других языках и является лучшей в альбоме.
Третий студийный альбом Джамалы, Подих, был принят положительно современными музыкальными критиками. Рецензент Алексей Гордеев с сайта British Wave дал альбому оценку 9 баллов из десяти, высоко оценив качество аранжировок, также сказав: «В альбоме есть все, что называют фирменным звучанием. Нет ни секунды кичовости и некоей пошлости». Гордеев назвал звучание диска «фирменным», а саму исполнительницу охарактеризовал, как «новое имя в поп-музыке не только славянского уровня, но и международного», также отметив, что стили альбома меняются от фолка до фанка, и что Джамала «настолько владеет своим тембром, что кажется, она может всё в музыке независимо от стиля». Украинский сайт Music.com.ua оценил альбом на 7 баллов из 10, сказав: «В этот альбом нужно входить долго, неторопливо, терпеливо. Ни одна из песен Подиха не рассчитана на моментальный эффект. Все его скромное очарование глубоко упрятано под наслоениями льдисто сверкающих аранжировок и слишком идеальных вокальных линий», также отметив, что альбом не рассчитан на массовый успех . Сама певица характеризует альбом, как «самый личный и самый откровенный».
После официального релиза композиции «1944» в качестве песни-представителя Украины на конкурсе, многие западные СМИ разошлись во мнениях о песне. Адам Тэйлор из американской газеты The Washington Post написал: «Украинская песня на „Евровидении“ от Украины — камень в российский огород. И он не очень-то мелкий». Колин Фримен из британской газеты The Daily Telegraph написала об «эхе аннексии»: «Украинцы слышат эхо российской аннексии Крыма в песне Джамалы о сталинской депортации её народа». Также, в The Daily Telegraph добавили: «Хотя в песне нет прямого упоминания об аннексии Крыма Владимиром Путиным в 2014 году, госпожа Джамаладинова, которая выступает под псевдонимом Джамала, не оставила никому сомнений в своих симпатиях». По версии The Guardian песня «1944» вошла в тройку лучших за всю историю проведения конкурса «Евровидение».

## Личная жизнь

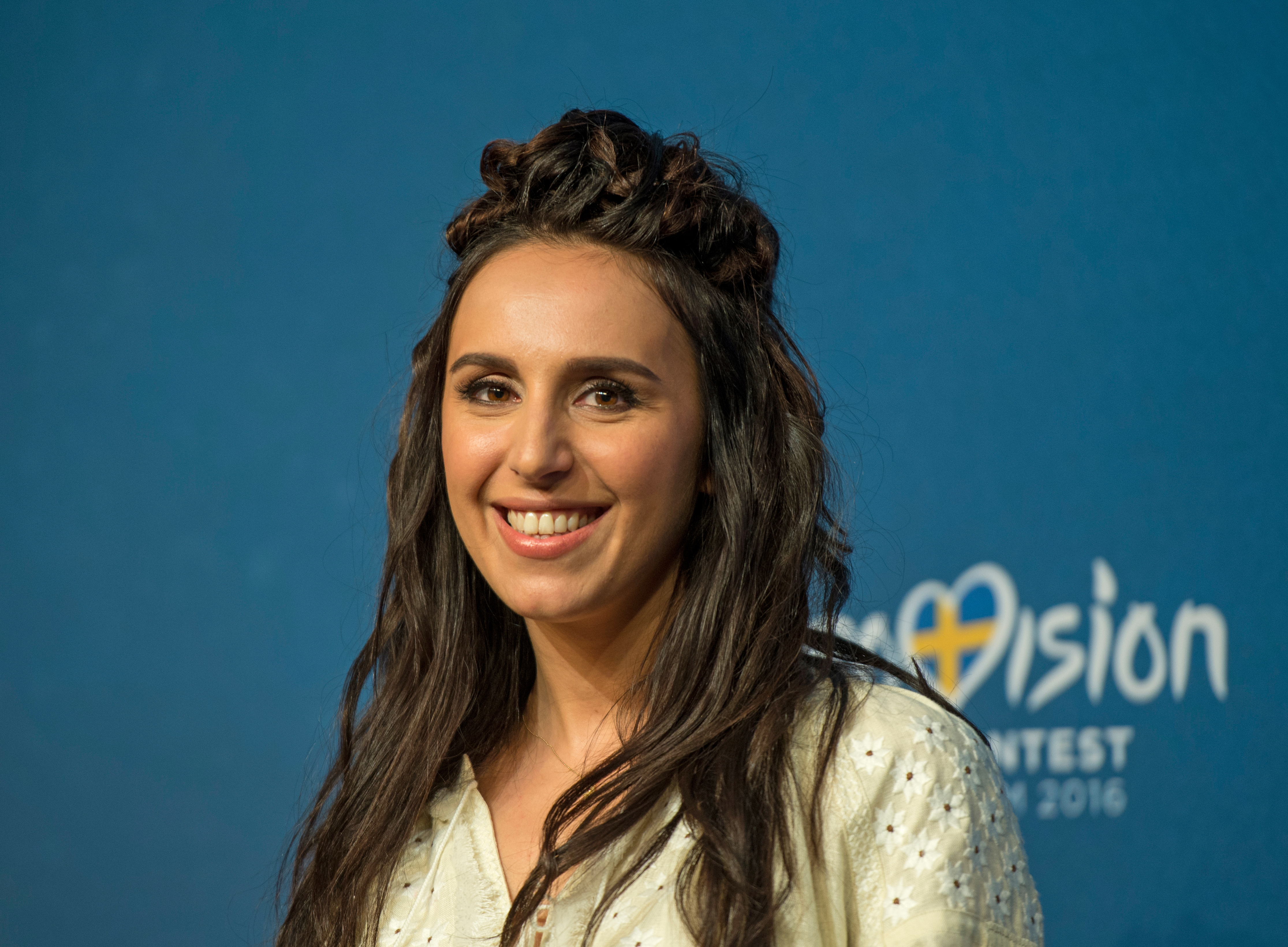
Джамала на пресс-конференции «Евровидения» в Стокгольме, май 2016

Музыкальные критики отмечают, что на сцене Джамала яркая и эмоциональная, а в жизни спокойная, сдержанная и пунктуальная. Певица скрывает свою личную жизнь, говоря, что на семью у неё нет времени, хотя признаётся, что очень бы хотела иметь мужа и детей, но не представляет, какой мужчина выдержит её напряженный график. Джамала, по её словам, очень хозяйственная. Одежда, по словам певицы, соответствует её мироощущению и музыке. Также Джамала увлекается йогой. Известно, что настоящее имя певицы — Сусана, а псевдоним Джамала образовался от первых трёх слогов её фамилии. Певица исповедует ислам. По словам исполнительницы, она не уделяет много времени своей внешности: «Я певица — не кукла. Я думаю на сцене в первую очередь о музыке, и ничто меня не должно отвлекать».
Джамала много путешествует по миру. Заработанные деньги певица вкладывает в развитие творчества, чтобы её музыка и клипы могли достойно конкурировать с хитами мировых звёзд.
В сентябре 2016 года Джамала рассказала о своём возлюбленном Сеит-Бекире Сулейманове. 26 апреля 2017 года она вышла за него замуж. В конце ноября певица подтвердила свою беременность. 27 марта 2018 года родила сына, которого назвала Эмиром-Рахманом Сеит-Бекиром огълы Сулеймановым, о чём исполнительница сообщила в Instagram, подписав публикацию: «Наш маленький принц. Моя лучшая песня». 19 июня 2020 года Джамала родила во второй раз — сына Селима-Гирая. 24 мая 2024 года родила третьего сына Алима.
Джамала проживала на постоянной основе в Киеве. В 2022 году после начала обстрелов Киева российскими войсками она была вынуждена вместе с двумя детьми выехать из Киева.

### Гражданская позиция
В октябре 2009 года по приглашению команды тогдашнего кандидата в президенты Виктора Януковича Джамала спела на съезде Партии регионов. Впоследствии (в частности, в телепередаче «Правда Романа Скрыпина») она пояснила, что «пела для людей». В той же передаче на вопрос ведущего, спела бы она сейчас, если бы её пригласили на митинг, организованный командой президента Виктора Януковича, певица ответила, что не видит в этом ничего плохого и что избранного президента надо любить, приведя в пример отношение граждан США к собственной стране.
В декабре 2013 года Джамала пришла на Евромайдан, чтобы поддержать протестующих. Начиная с февраля 2014 года певица принимает участие в мероприятиях, посвящённых соборности и целостности Украины, в частности в съёмках видеообращения «Украина — едина», в социальном проекте «Украина. С верой в сердце», в благотворительном тендере в Киеве, в информационной кампании «Крым — это Украина».

 Вы никогда не видели и не слышали, что я кричу о своей благотворительности, потому что я считаю, что это мой долг не только как певицы, это мой гражданский долг быть человеком и помогать людям. Оригинальный текст (укр.)Ви ніколи не бачили й не чули, що я кричу про свою благодійність, бо я вважаю, що це мій обов'язок не лише як співачки, це мій громадянський обов'язок бути людиною та допомагати людям. 
Также, весной 2014 года, Джамала выпустила песню «Чому?» в качестве саундтрека к фильму «Поводырь». По сюжету фильма, повествуется об исторических событиях на Украине начала 1930-х годов, хоть многие историки считают, что это всё-таки исторический миф. А летом того же года, на 13-м международном конкурсе «Новая волна», со сцены, певица призвала к миру в мире и на Украине.

 Соглашаясь принять участие в фестивале «Новая волна», я понимала, что буду выступать в Европе. И я не могла не воспользоваться этим. Я просто обязана выразить свою позицию любым способом — песней, украинской лентой или же костюмом. Оригинальный текст (укр.)Погоджуючись взяти участь у фестивалі «Нова хвиля», я розуміла, що виступатиму в Європі. І я не могла не скористатись цим. Я просто зобов'язана висловити свою позицію в будь-який спосіб — піснею, українською стрічкою, костюмом. 
Джамала неоднократно осуждала аннексию Крыма Российской Федерацией и настаивала на том, что Крым — это Украина, поддерживая суверенитет страны. Она также финансово помогает общественной организации «КрымЅОЅ». 28 марта 2015 года Джамала присоединилась к акции, направленной на спасение крымскотатарского телеканала «ATR». 5 февраля 2016 года выпустила песню «1944», с которой представила Украину на 61-м песенном конкурсе «Евровидение» в Стокгольме и одержала победу. Произведение посвящено трагическим событиям прошлого, в частности депортации крымскотатарского народа. Певица подчеркивает, что целью песни является пробудить в людях память о страшных трагедиях прошлого, чтобы они избегали их в будущем.
4 марта 2022 года Джамала выступила в Германии на нацотборе «Евровидения» с песней «1944». Во время выступления Джамалы граждане Германии перечислили для Украины 3,3 млн евро. Певица заявила: «Я благодарна всем, кто поддерживает нас в борьбе за право жить дома, строить будущее под мирным небом. Слава Украине! Героям слава!».
Джамала выступает в поддержку ЛГБТ-людей на Украине, в частности она обращалась с призывом обеспечить безопасность гей-прайда в Киеве, а также высказывалась за возможность однополых браков на Украине.
В апреле 2022 года вошла в список украинских артистов, которым запрещен въезд в Россию на 50 лет. 20 ноября 2023 года в СМИ стало известно, что МВД объявило в розыск певицу в России.

## Дискография

### Студийные альбомы
- 2011: For Every Heart
- 2013: All or Nothing
- 2015: Подих
- 2016: 1944
- 2018: Крила
- 2021: Ми
- 2023: Qırım

### Концертные альбомы
- 2012: For Every Heart: Live at Arena Concert Plaza

### Сборники
- 2019: 10
- 2020: Свої

### Мини-альбомы
- 2014: Thank You
- 2016: 1944
- 2021: 5:45
- 2022: Поклик

### Ремикс-альбомы
- 2019: Solo

## Фильмография

### Телевидение
| Год  | Название         | Примечания    |
| ---- | ---------------- | ------------- |
| 2012 | «Звёзды в Опере» | Вокальное шоу |

### Кино
| Год  |     | Русское название                   | Оригинальное название                           | Роль             |
| ---- | --- | ---------------------------------- | ----------------------------------------------- | ---------------- |
| 2010 | тф  | Как казаки...                      | Як козаки...                                    |                  |
| 2010 | тф  | Правдивая история об Алых парусах  | Оригинальное название неизвестно                | кубинская певица |
| 2010 | док | Анатомия голоса. Джамала           | Оригинальное название неизвестно                | камео            |
| 2013 | док | Жизнь на продажу                   | Trading Lives                                   | рассказчик       |
| 2014 | ф   | Поводырь                           | Поводир                                         | Ольга Левицкая   |
| 2014 | тф  | Алиса в Стране чудес               | Оригинальное название неизвестно                | Гусеница         |
| 2016 | тф  | Смотри на себя!                    | Дивись на себе!                                 | камео            |
| 2017 | док | Джамала.UA                         | Jamala.UA                                       | камео            |
| 2017 | тф  | Борьба Джамалы                     | Jamalas kamp                                    | камео            |
| 2019 | ф   | Полина и тайна киностудии          | Оригинальное название неизвестно                | фрейлина         |
| 2019 | ф   | Небо                               | Оригинальное название неизвестно                |                  |
| 2020 | ф   | Евровидение: История огненной саги | Eurovision Song Contest: The Story of Fire Saga | камео            |

## Награды и номинации
2009:
- Победительница международного конкурса молодых исполнителей «Новая волна»[22].
- Премия «Человек года» в номинации «Кумир украинцев»[24].

2010:
- Награда «Шоумания-2009» в номинации «Открытие года»[126].
- Премия «ELLE Style Award» в номинации «Певица года»[127].

2012:
- Модная премия «Best Fashion Awards» в специальной номинации «Вдохновение»[36].

2013:
- Премия «ELLE Style Award-2012» в номинации «Певица года»[128].

2014:
- Премия «Red Apple Awards» в номинации Art за вклад в развитие культуры и укрепление мира[129].

2016:
- Музыкальная премия «YUNA» в номинациях «Лучший соло-артист», «Лучший альбом» (Подих), «Лучшая песня» («Ливень»), «Лучший дуэт» («Ливень»: Андрей Хлывнюк, Джамала и Дмитрий Шуров)[51].
- Премия «Eurostory Awards 2016» за лучший строчку в конкурсной песне на конкурсе «Евровидение» — «You think you are gods, but everyone dies»[130].
- Премия «Marcel Bezençon Award» в номинации «Художественный приз» (Best artistic performance)[8].
- Победительница 61-го песенного конкурса «Евровидение»[131].
- Почётное звание «Народный артист Украины» (16 мая 2016 года) — за выдающееся исполнительское мастерство, подъём авторитета украинской культуры в мире и победу в песенном конкурсе Евровидение в 2016 году[132][61].
- Звание «Почётный гражданин Киева»[62].
- Премия «Cosmopolitan Awards» в специальной номинации «Вдохновение года»[133].

2017:
- Музыкальная премия «YUNA» в номинациях «Лучший соло-артист», «Лучшая песня» («1944») и «Лучший дуэт» («Заманили» при участии «ДахаБраха»)[134].
- Всеукраинская премия «Женщина Украины-2017»[укр.] в номинации «Культура»[135].
- Премия «Viva! Самые красивые-2017» в номинации «Гордость страны»[136].

2021:
- В топ-100 успешных женщин Украины по версии журнала Новое время[137].

2024:
- Национальная премия Украины имени Тараса Шевченко (5 марта 2024 года) — за альбом «QIRIM»[138].